# Acopsis viridicans
Acopsis viridicans är en insektsart som beskrevs av Amyot et Serville 1843. Acopsis viridicans ingår i släktet Acopsis och familjen dvärgstritar. Inga underarter finns listade i Catalogue of Life.